# 메리다올드필드쥐
메리다올드필드쥐(Thomasomys vestitus)는 비단털쥐과에 속하는 설치류이다. 베네수엘라에서만 발견된다.